# فاجعه جهل مقدس
فاجعه جهل مقدس کتابی است از سید مصطفی محقق داماد، از سلسله مباحث روشنگری دینی که غالباً به تحلیل واقعه عاشورا و قیام حسین بن علی پرداخته‌است. شهین اعوانی این کتاب را «اثری فلسفی عرفانی برای جهان معاصر» خواند.

## نام کتاب

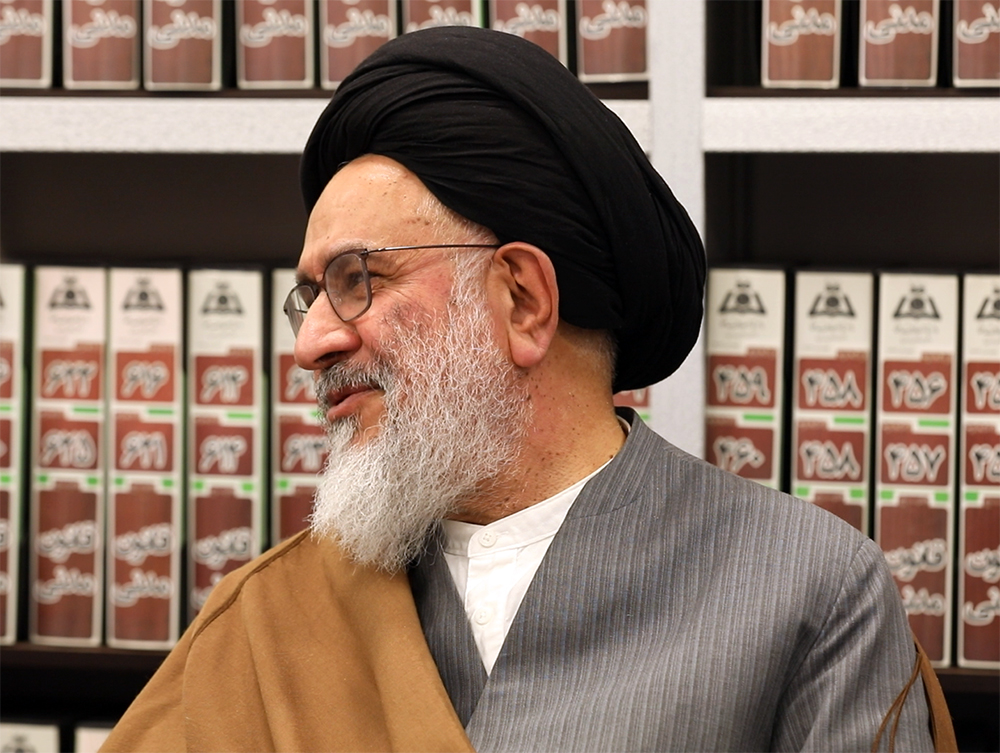
سیدمصطفی محقق داماد، نویسنده کتاب فاجعه جهل مقدس

محقق داماد در پاسخ به این سؤال که چرا از «جهل مقدس» با عنوان «فاجعه» یاد می‌کنید؟ جامعه‌ای که از جهل مقدس رنج می‌برد، با چه فاجعه‌ای مواجه خواهد شد؟ چنین پاسخ داد:
چون جهل مقدس می‌تواند فاجعه به بار آورد و منظور «فاجعه عاشورا» است که پیامد و برآمده از جهل مقدس است. این عنوان را من از «جوردانو برونو» گرته گرفتم. وقتی او را در میان میدان روم بسته بودند و دور آن هیزم جمع کرده بودند که او را آتش بزنند، پیرزنی جمعیت را می‌شکافد و از گوشه دستمالش یک قطعه چوب بیرون می‌آورد تا برای رسیدن به خدا در آتش زدن برنو مشارکت کند. برنو وقتی این صحنه را دید، فریاد زد که نفرین بر آن جهل مقدست.

## فهرست مطالب
این کتاب در یک مقدمه و پانزده فصل تألیف شده‌است. ساختار کتاب به این شرح است:
- مقدمه
- فصل اول: قدرت اندیشانهٔ ابزاری از دین
- فصل دوم: کژاندیشی دینی عامل اصلی در شکل‌گیری فاجعه کربلا
- فصل سوم: نهادهای حقوقی مورد سوء استفاده در شکل‌گیری فاجعه کربلا
- فصل چهارم: نهادهای حقوقی مورد سوئ استفاده در شکل‌گیری فاجعه کربلا
- فصل پنجم: فاجعه جهل مقدس
- فصل ششم: شستشوی مغزی (استحفاف) و فرار از آن
- فصل هفتم: فرار از استضعاف
- فصل هشتم: اخلاق ما تقدیم بر دین
- فصل نهم: جهل و فقر، همزادان شوم
- فصل دهم: عناصر اصلی امنیت قضائی
- فصل یازدهم: احیای سنت قم؛ اجتهاد و اعتدال
- فصل دوازدهم: قم؛ آن گونه که من دیدیم
- فصل سیزدهم: آمال حکم
- فصل چهاردهم: دغدغهٔ حکیمان نسبت به صلح جهانی
- فصل پانزدهم: حکم و حکمت قرآنی از دیدگاه صدرالمتالهین[۷][۸]